# 엘우에드주

엘우에드주

엘우에드주(아랍어: ولاية الوادي)는 알제리 동부에 위치한 주로, 사하라 사막과 맞닿아 있다. 주도는 엘우에드이며 면적은 54,573km2, 인구는 673,934명(2008년 기준)이다.